# Ла-Кросс (Вірджинія)
Ла-Кросс (англ. La Crosse) — місто (англ. town) в США, в окрузі Мекленберг штату Вірджинія. Населення — 614 особи (2020).

## Географія
Ла-Кросс розташована за координатами 36°42′5″ пн. ш. 78°5′39″ зх. д. / 36.70139° пн. ш. 78.09417° зх. д. (36.701393, -78.094034).  За даними Бюро перепису населення США в 2010 році місто мало площу 3,04 км², уся площа — суходіл.

## Демографія
Згідно з переписом 2010 року, у місті мешкали 604 особи в 244 домогосподарствах у складі 148 родин. Густота населення становила 199 осіб/км².  Було 299 помешкань (98/км²).
Расовий склад населення:
| - 61,3 % — білих - 31,8 % — чорних або афроамериканців - 0,3 % — азіатів - 5,3 % — осіб інших рас |

До двох чи більше рас належало 1,3 %. Частка іспаномовних становила 20,5 % від усіх жителів.
За віковим діапазоном населення розподілялося таким чином: 22,2 % — особи молодші 18 років, 60,6 % — особи у віці 18—64 років, 17,2 % — особи у віці 65 років та старші. Медіана віку мешканця становила 39,0 року. На 100 осіб жіночої статі у місті припадало 94,8 чоловіків;  на 100 жінок у віці від 18 років та старших — 93,4 чоловіків також старших 18 років.
Середній дохід на одне домашнє господарство  становив 38 148 доларів США (медіана — 31 250), а середній дохід на одну сім'ю — 34 349 доларів (медіана — 35 288). За межею бідності перебувало 22,5 % осіб, у тому числі 30,2 % дітей у віці до 18 років та 1,8 % осіб у віці 65 років та старших.
Цивільне працевлаштоване населення становило 269 осіб. Основні галузі зайнятості: освіта, охорона здоров'я та соціальна допомога — 28,6 %, будівництво — 15,6 %, роздрібна торгівля — 10,4 %, сільське господарство, лісництво, риболовля — 10,4 %.